# Igreja Matriz de Nossa Senhora de Lourdes
A Igreja Matriz de Nossa Senhora de Lourdes, conhecida popularmente como Catedral de Pedra, embora, na verdade, não seja uma catedral, por Paróquia de Canela, ou simplesmente Igreja Matriz, é uma igreja católica localizada na Praça da Matriz, no município brasileiro de Canela, no estado do Rio Grande do Sul. É um dos principais pontos turísticos da cidade e da Serra Gaúcha. Em agosto de 2010, o templo foi eleito como uma das Sete Maravilhas do Brasil. Em 2016, conquistou o quinto lugar no prêmio Travelers Choice, realizado pelo sítio de viagens TripAdvisor como uma das 10 melhores atrações turísticas do Brasil.

## História

### Construção
A igreja foi construída em 1953 e teve a sua construção finalizada em 1987, idealizada pelo cônego João Marchesi e com projeto do arquiteto Bernardo Sartori. Em estilo neogótico inglês, a igreja possui uma torre com 65 metros de altura, e um carrilhão de 12 sinos de bronze, chamado Carrilhão da Independência, que foi fabricado pela fundição Giácomo Crespi, na Itália, e instalado em 1972. Devido a um problema estrutural na torre, apenas três sinos eram usados. No entanto, após reformas, os sinos passaram a funcionar em 2005.

#### Arquitetura
No seu interior, destacam-se três painéis pintados pelo artista gaúcho Marciano Schmitz, retratando a Aparição de Nossa Senhora, a Alegoria dos Anjos e a Anunciação. Os quadros da Via Sacra foram feitos pelo pintor, escultor e restaurador uruguaio Pablo Orono Herrera. O artista usou madeira e argila, tendo ao fundo pintura sobreposta de imagens em argila. Os vitrais da igreja representam a Ladainha de Nossa Senhora. O altar, cujo tema é a Santa Ceia, foi esculpido em madeira pelo escultor uruguaio Júlio Tixe.

### Turismo
A igreja também abriga o museu "Os Sinos da Catedral", que conta a história da construção do templo, além de visitas guiadas à torre, mediante pagamento de ingresso (com isenção para os moradores da cidade de Canela, através da apresentação do comprovante de residência).

## Galeria de imagens

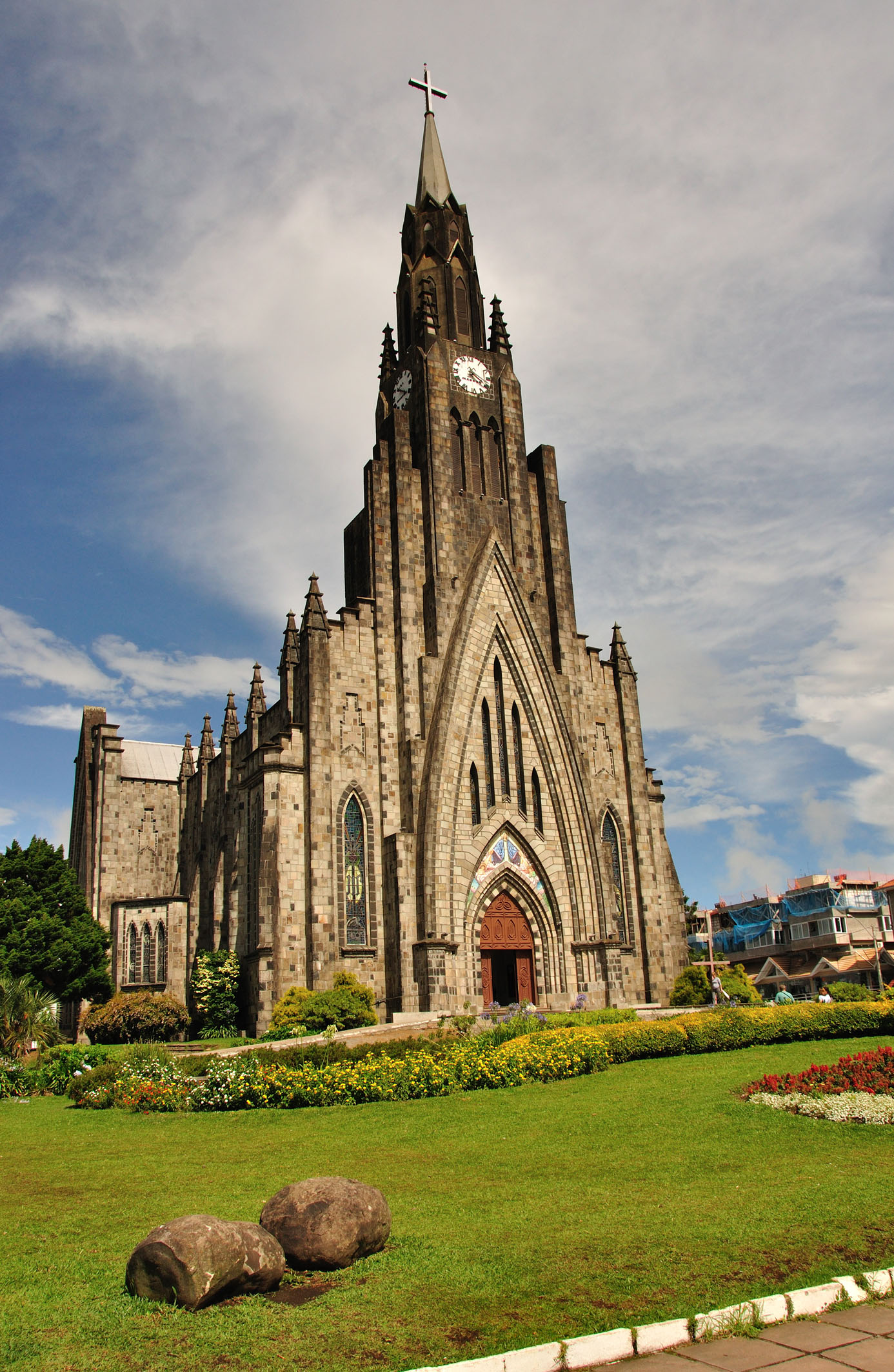
A igreja em janeiro de 2011
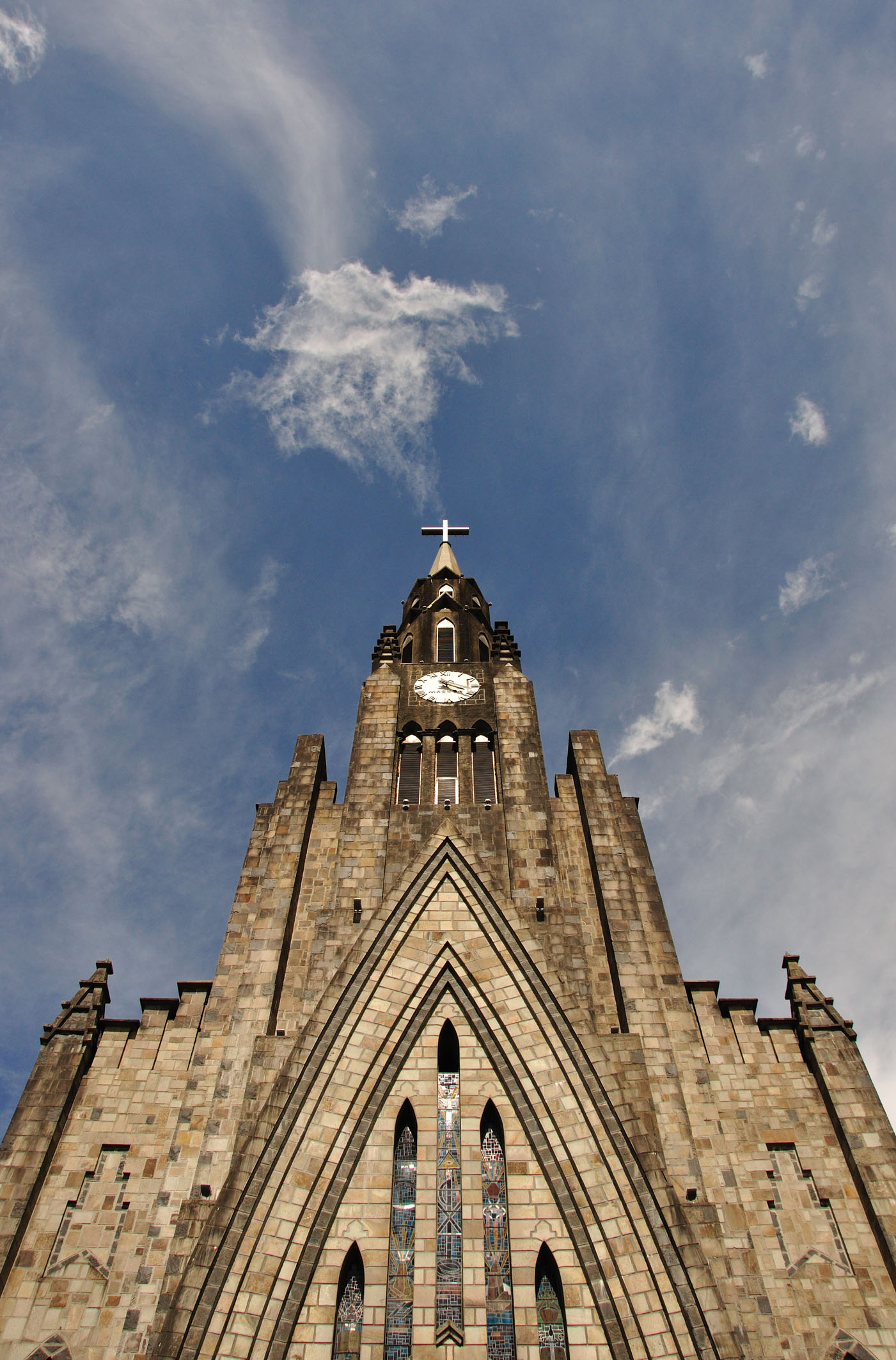
Detalhe da torre central
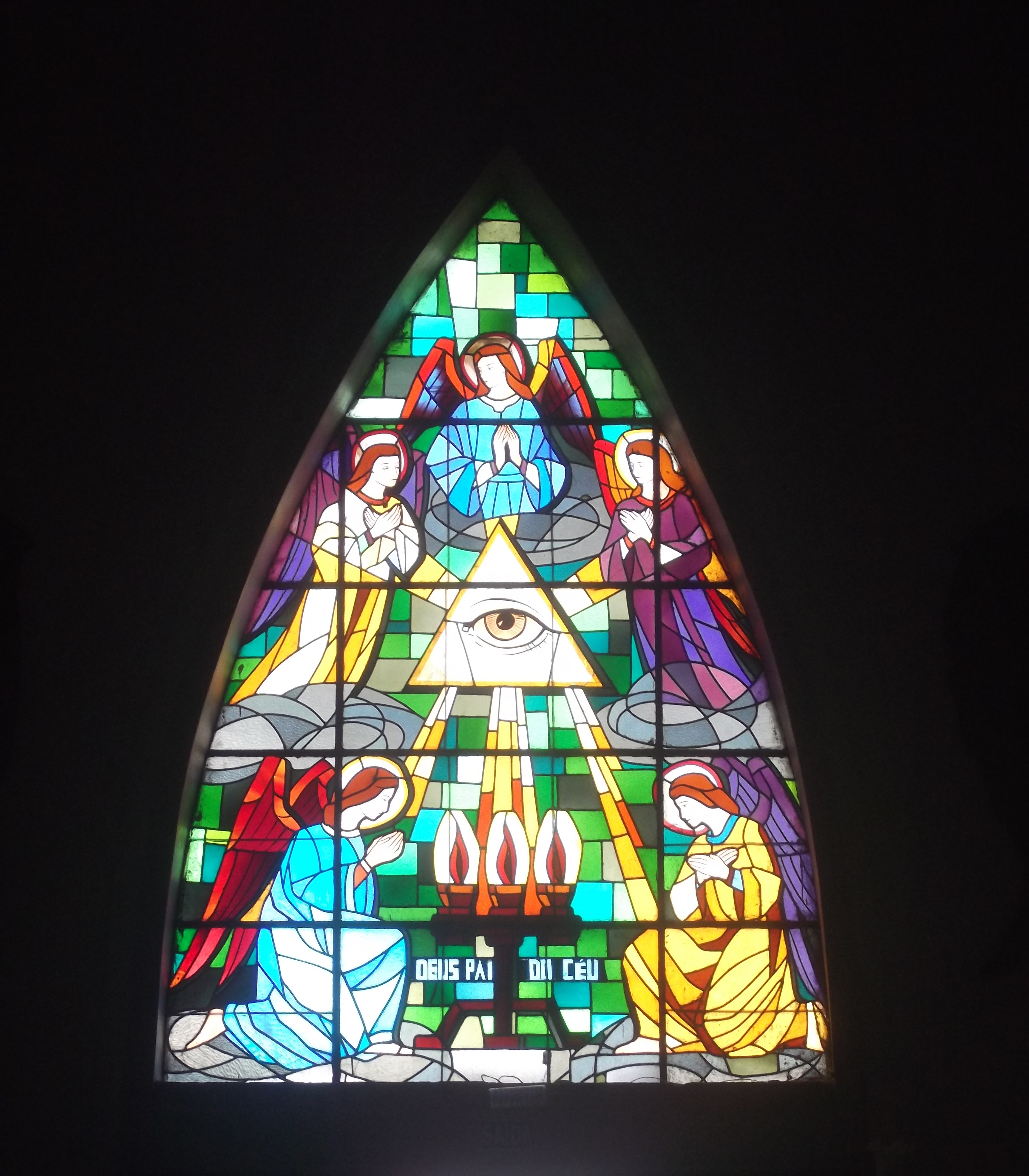
Detalhes dos vitrais
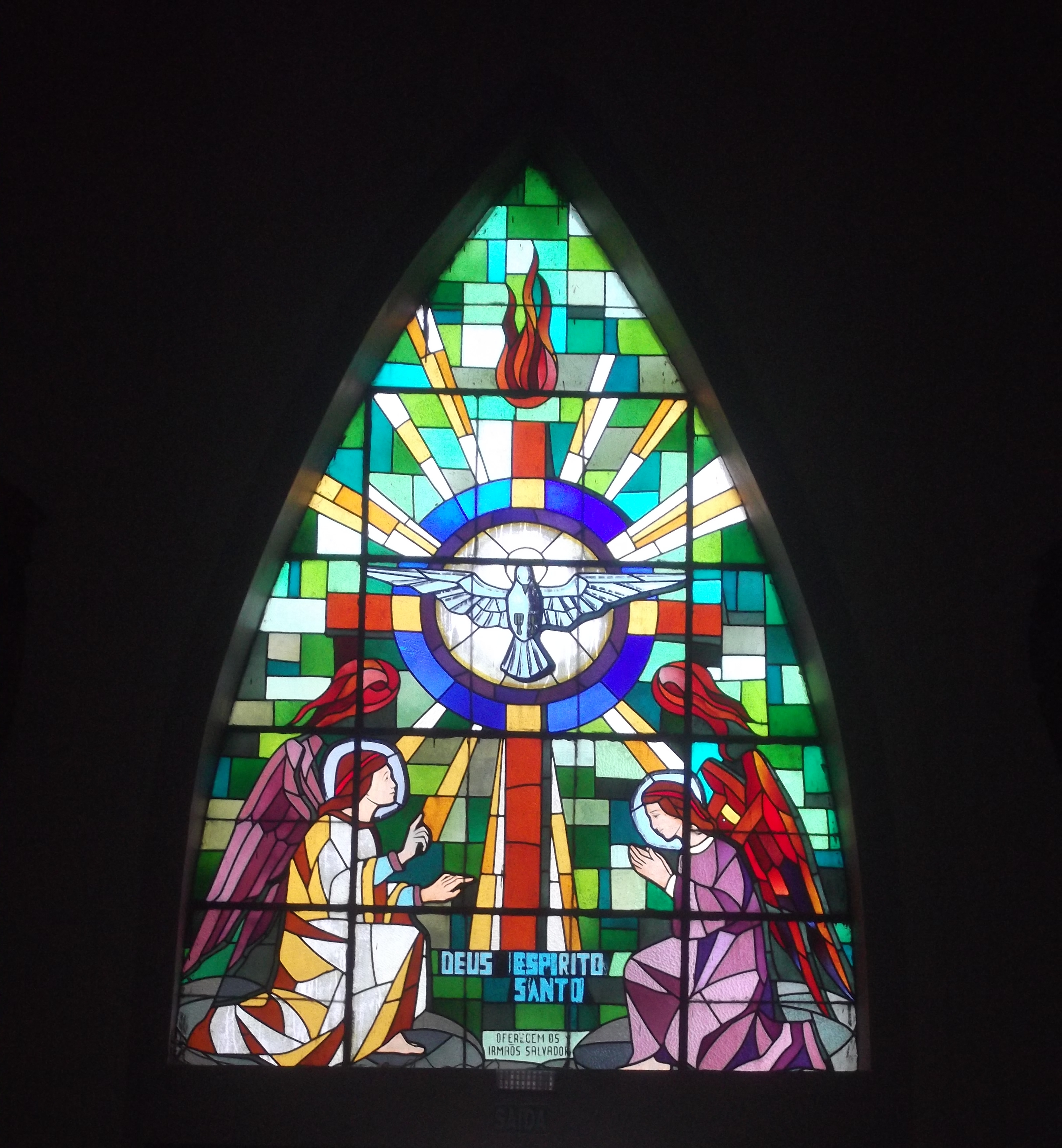
Detalhes dos vitrais coloridos da igreja